# Гонджех, Абдивахид Эльми
Абдивахид Эльми Гонджех (сомал. Cabdiwaahid Elmi Goonjeex, араб. وحيد عبدي علمي غونجاه‎; род. XX век), более известен как Абдивахид Гонджех — сомалийский государственный деятель. В настоящее время он является сенатором верхней палаты Федерального парламента Сомали, представляя регион Галмудуг, округ Абудвак.
С сентября по октябрь 2010 года Абдивахид Гонджех был исполняющим обязанности премьер-министра Сомали. 14 октября 2010 года президент Шариф Ахмед назначил нового премьера Мохамеда Абдуллахи Мохамед, однако Эльми Гонджех продолжал оставаться на своём посту до формирования нового правительства.
До своего назначения Гонджех был заместителем премьер-министра и федеральным министром транспорта. 
Поисходит из субклана Марехан, клан Дарод. В середине 2012 года Гонджех представил себя кандидатом на президентских выборах 2012 года в Сомали.